# Андріївська сільська рада (Роменський район)
Андріївська сільська́ ра́да — колишній орган місцевого самоврядування в Роменському районі Сумської області. Адміністративний центр — село Андріївка.

## Загальні відомості
- Населення ради: 587 осіб (станом на 2001 рік)

## Населені пункти
Сільській раді були підпорядковані населені пункти:
- с. Андріївка
- с. Холодник

### Колишні населені пункти
- Тарасівка, зняте з обліку 2007 року

## Склад ради
Рада складалася з 12 депутатів та голови.
- Голова ради: Ярошенко Олександр Миколайович
- Секретар ради: Дригус Зінаїда Іванівна

### Керівний склад попередніх скликань
| Прізвище, ім'я, по батькові    | Основні відомості                                                         | Дата обрання | Дата звільнення |
| ------------------------------ | ------------------------------------------------------------------------- | ------------ | --------------- |
| Ярошенко Олександр Миколайович | Сільський голова, 1962 року народження, освіта вища, член Народної партії | 26.03.2006   | 31.10.2010      |
| Ярошенко Олександр Миколайович | Сільський голова, 1962 року народження, освіта вища, безпартійний         | 31.10.2010   |                 |

Примітка: таблиця складена за даними сайту Верховної Ради України